# Rotes Wasser von Olfen
Das Rote Wasser von Olfen (auch Olfener Moor) ist ein Naturschutzgebiet in den hessischen Kommunen Oberzent, Mossautal (beide Odenwaldkreis) und Wald-Michelbach (Landkreis Bergstraße). Das für den Odenwald einzigartige Bruchmoor ist außerdem Teil des etwas größeren FFH-Gebiets Rotes Wasser von Olfen mit angrenzenden Flächen (Kennung DE 6319-301).  Das Gebiet hat seinen Namen von dem rötlichen, eisenhaltigen Wasser, welches dort auftritt.

## Lage
Das etwa 12 Hektar große Naturschutzgebiet liegt nördlich und östlich von Olfen und umfasst Flächen der Gemeinden Olfen, Güttersbach und Affolterbach. Es umfasst das teilweise vermoorte Ursprungstälchen des Hinterbachs. Das FFH-Gebiet beinhaltet außerdem die daran anschließenden Wiesen und mit etwa 20 Hektar nahezu den gesamten Talgrund nördlich der L 3120.
Südlich des Roten Wassers steht auf einem auslaufenden Grat des Spessartskopfes an einer Wegkreuzung der Kreisstraße 47 das Olfener Bild, ein spätgotischer Bildstock aus Sandstein.

## Naturschutzgebiet
Das Naturschutzgebiet wurde 1980 unter Schutz gestellt, da bei der amtlichen
Biotopkartierung festgestellt wurde, dass es sich bei dem stark vernässten, stellenweise vertorften Bachtal um das einzige Gebiet des Odenwaldes handelt, in dem ein kleinräumiges Mosaik von Nieder- und Zwischenmoorgesellschaften, nährstoffarmen Nasswiesen sowie Borstgrasrasen und Zwergstrauchheiden vorkommt. 2008 wurde das FFH-Gebiet ausgewiesen, das auch die noch landwirtschaftlich genutzten Wiesenflächen bis zur Landstraße 3120 umfasst.
Bedrohte Pflanzenarten wie der fleischfressende Sonnentau, das Wollgras und zahlreiche Torfmoose finden im Schutzgebiet eine Heimat. Das rötliche, eisenhaltige Wasser ist Namensgeber des Schutzgebiets. Der Staubereich des Baches dient zahlreichen Libellen als zentrales Entwicklungsgewässer, da es den Flugkünstlern eine ausgewogene Zusammensetzung an Strukturelementen bietet.
Die Entwicklung der Arten soll durch ein weiteres Aufstauen des Baches und Fällungen im Nadelholzbestand gestützt werden, so dass mehr besonnte Nassbereiche entstehen. Eine Beweidung im nördlichen, bewaldeten Bereich dient der Ausweitung der Zwergstrauchheiden.

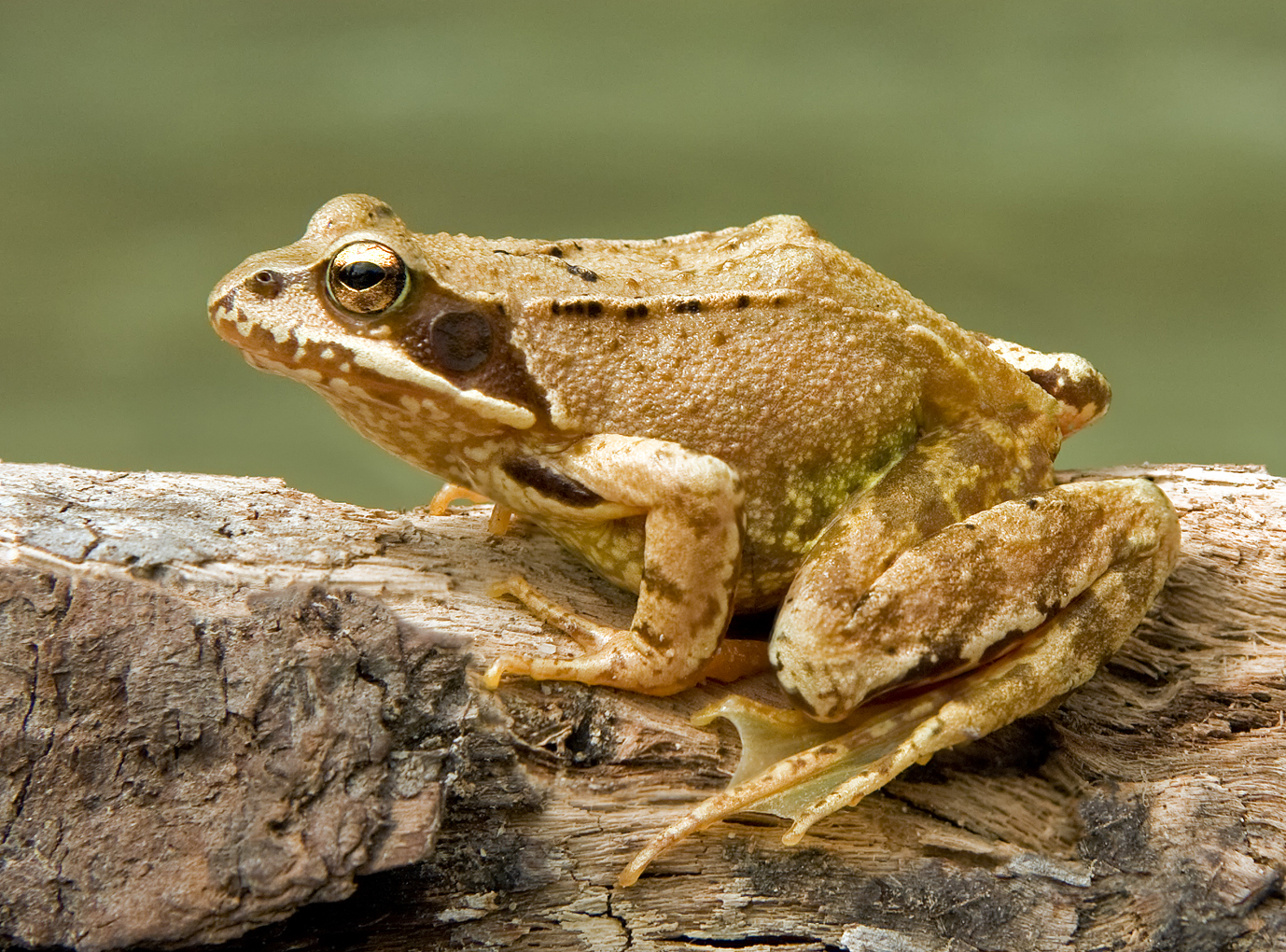
Grasfrosch
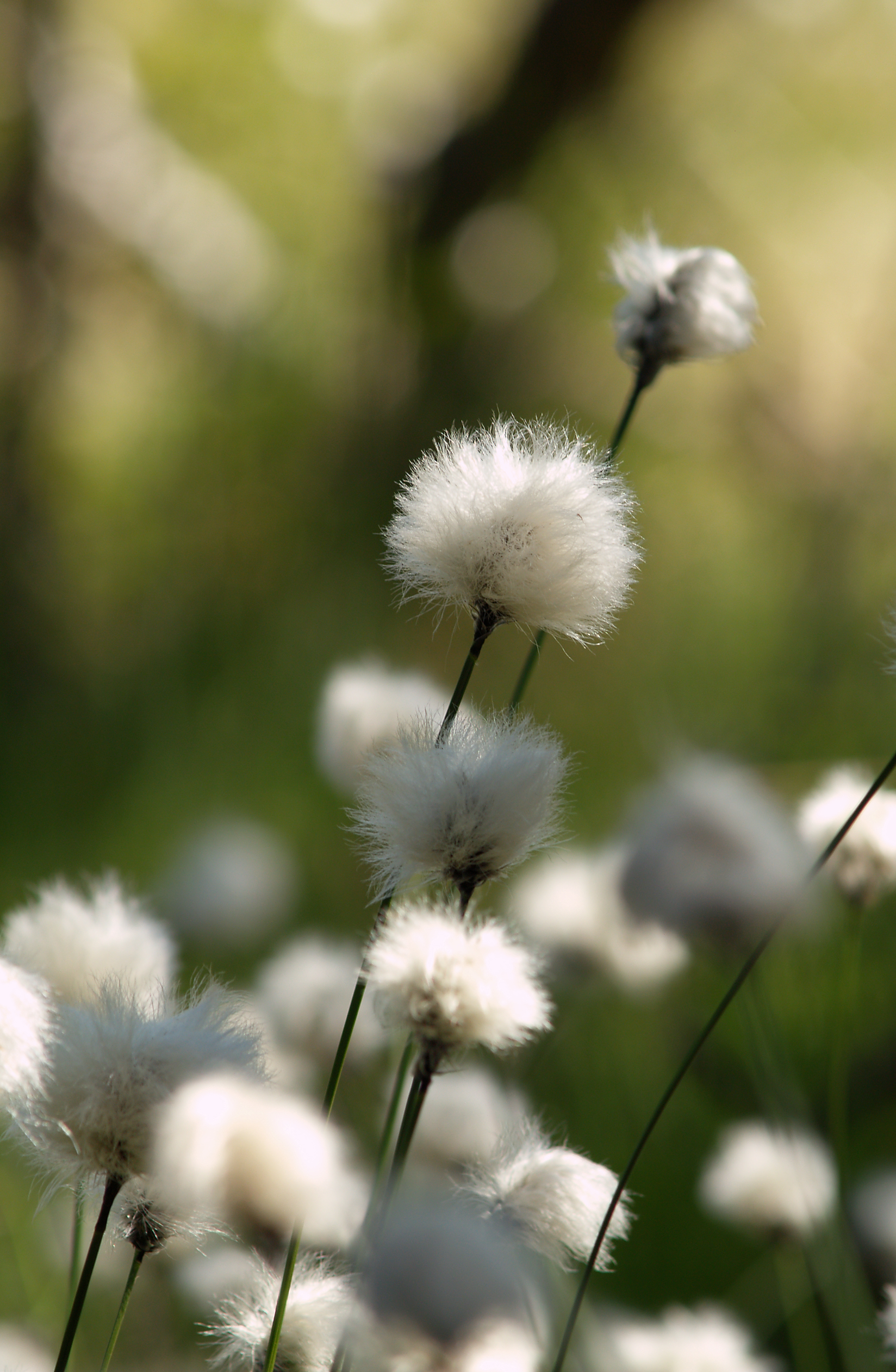
Scheiden-Wollgras
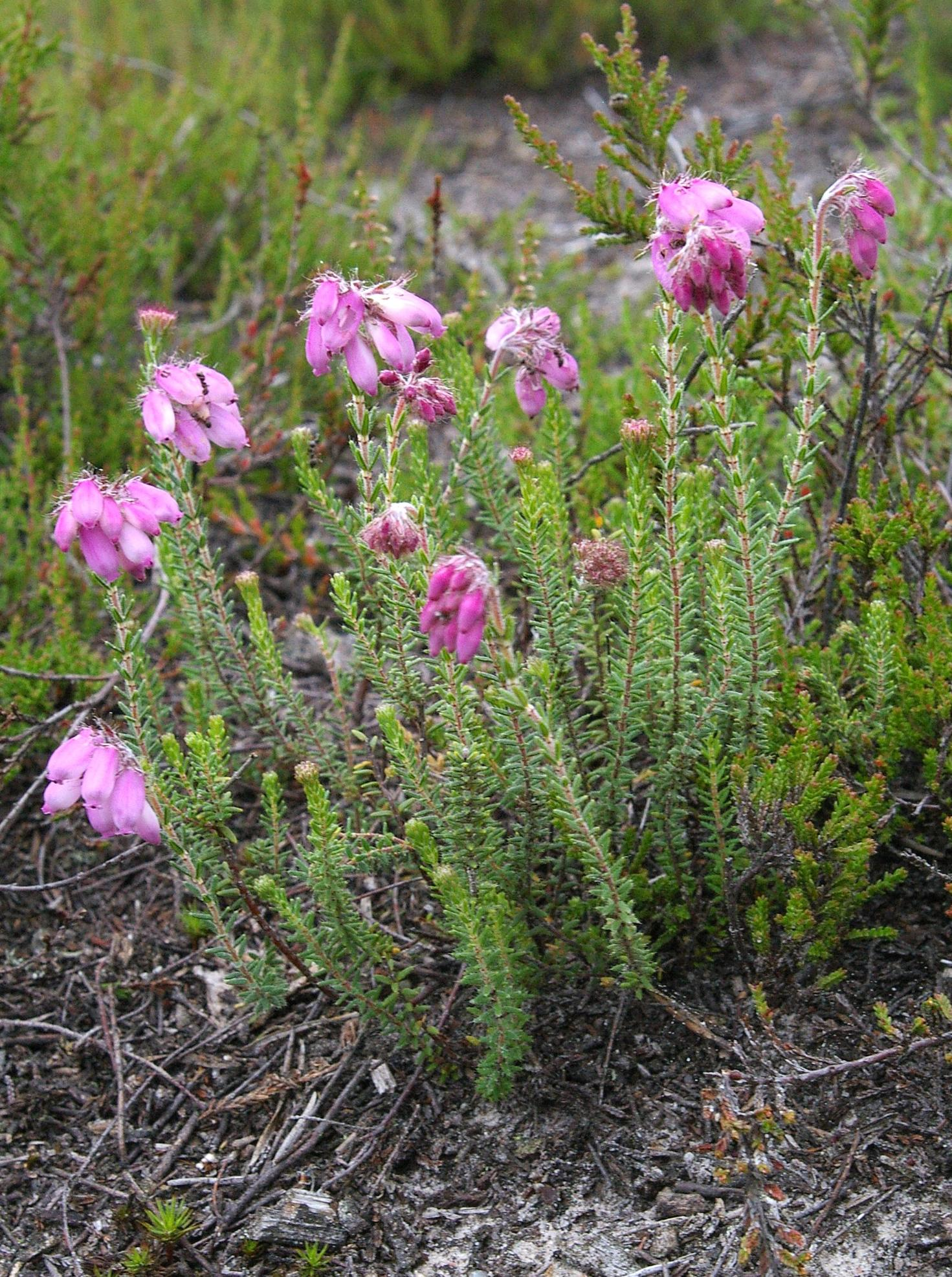
Glocken-Heide
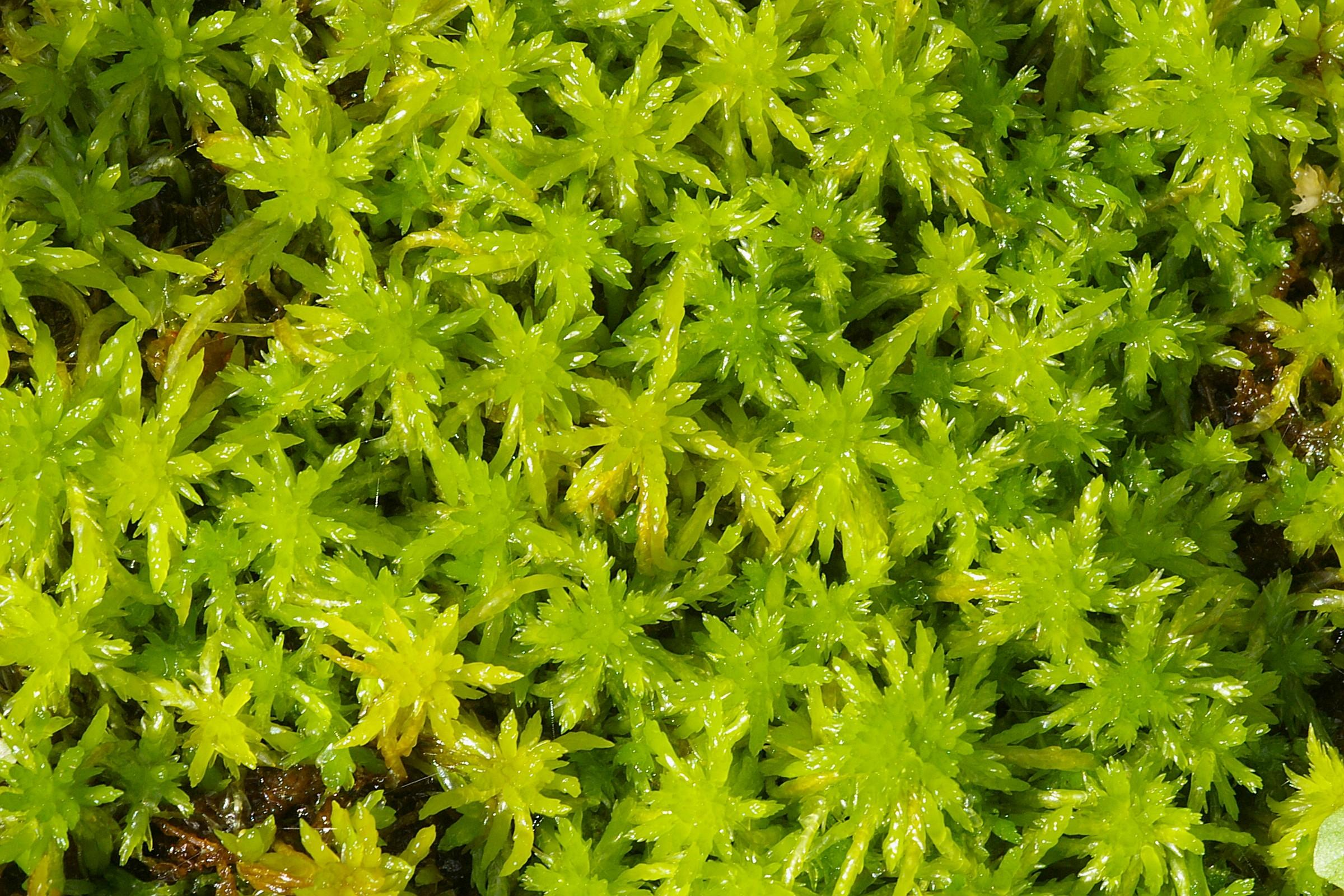
Trügerisches Torfmoos
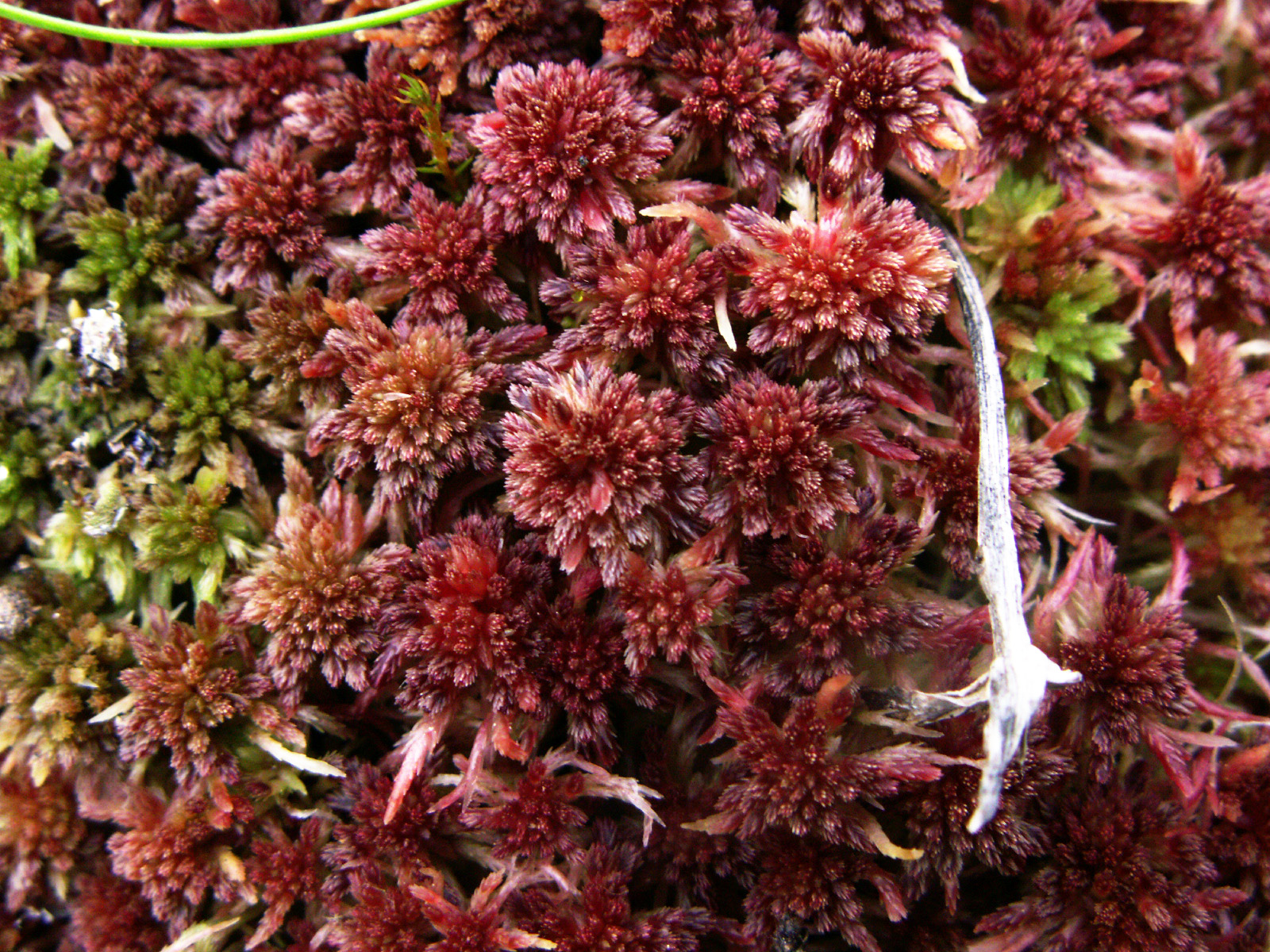
Rötliches Torfmoos
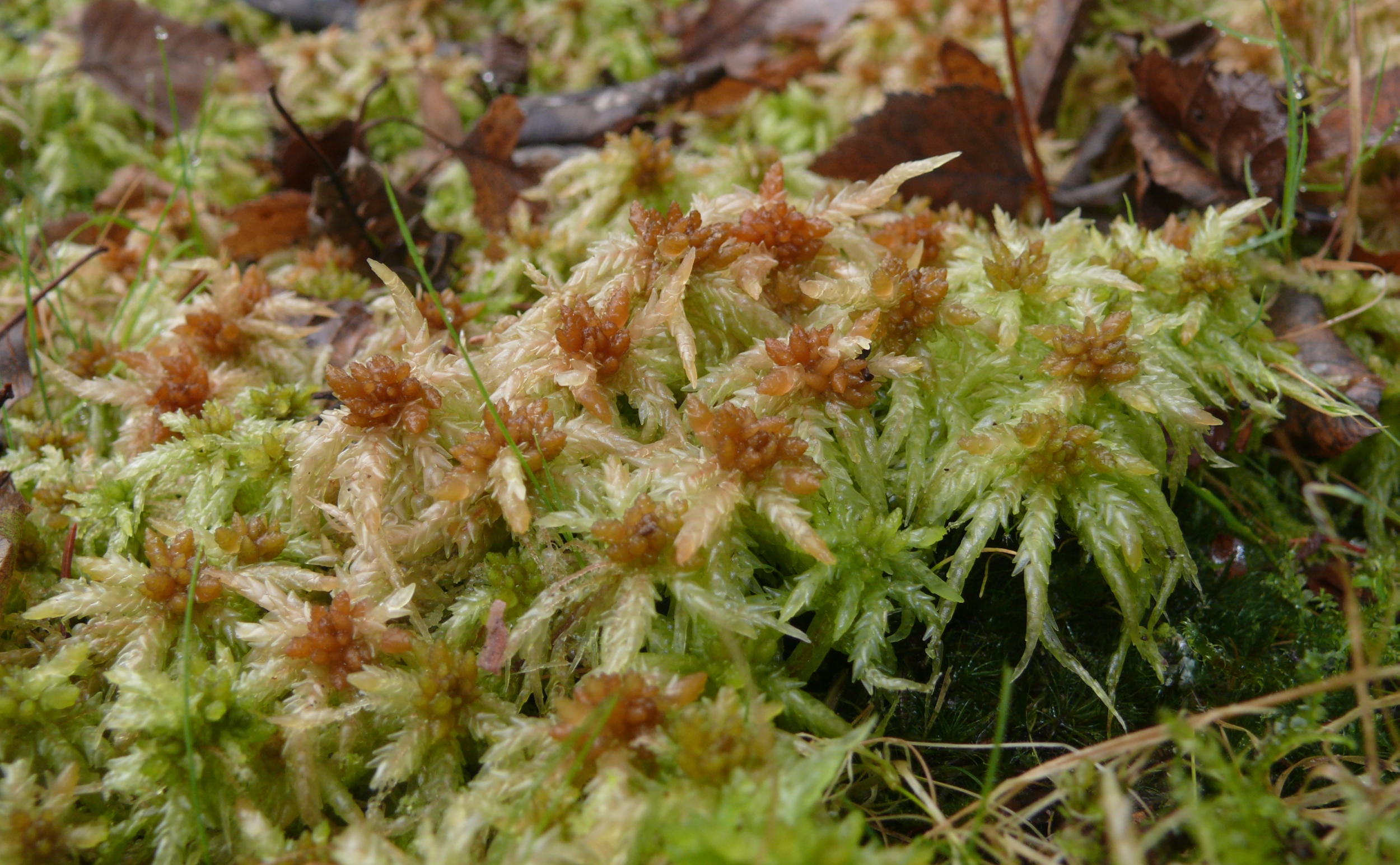
Sumpf-Torfmoos
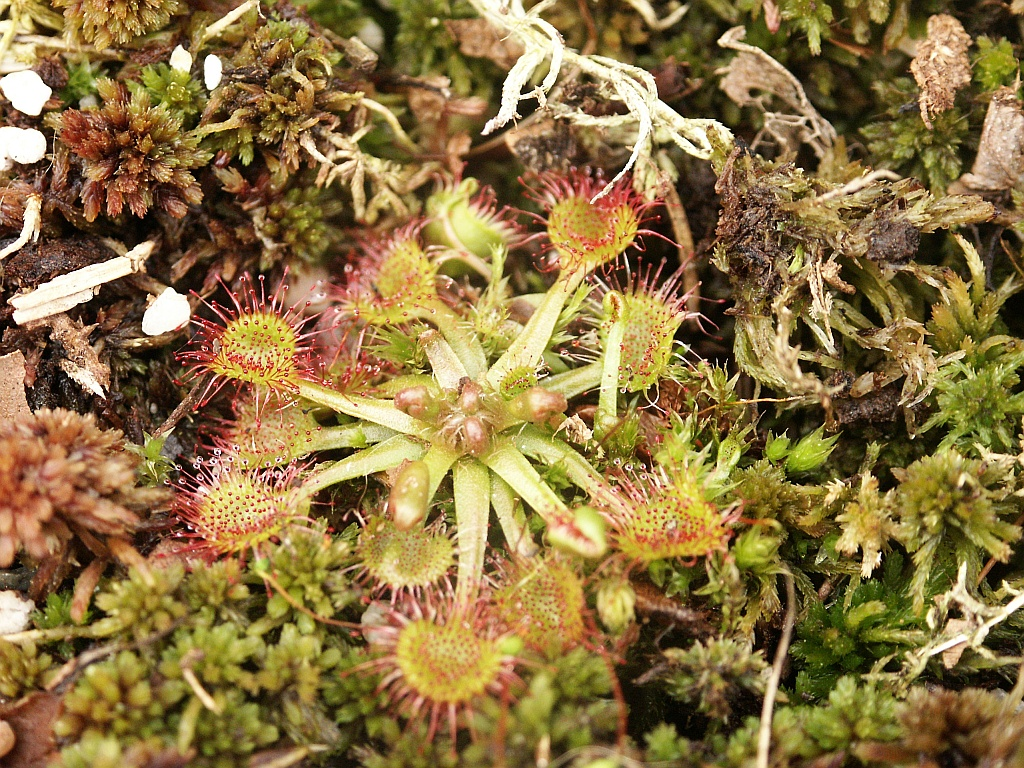
Rundblättriger Sonnentau
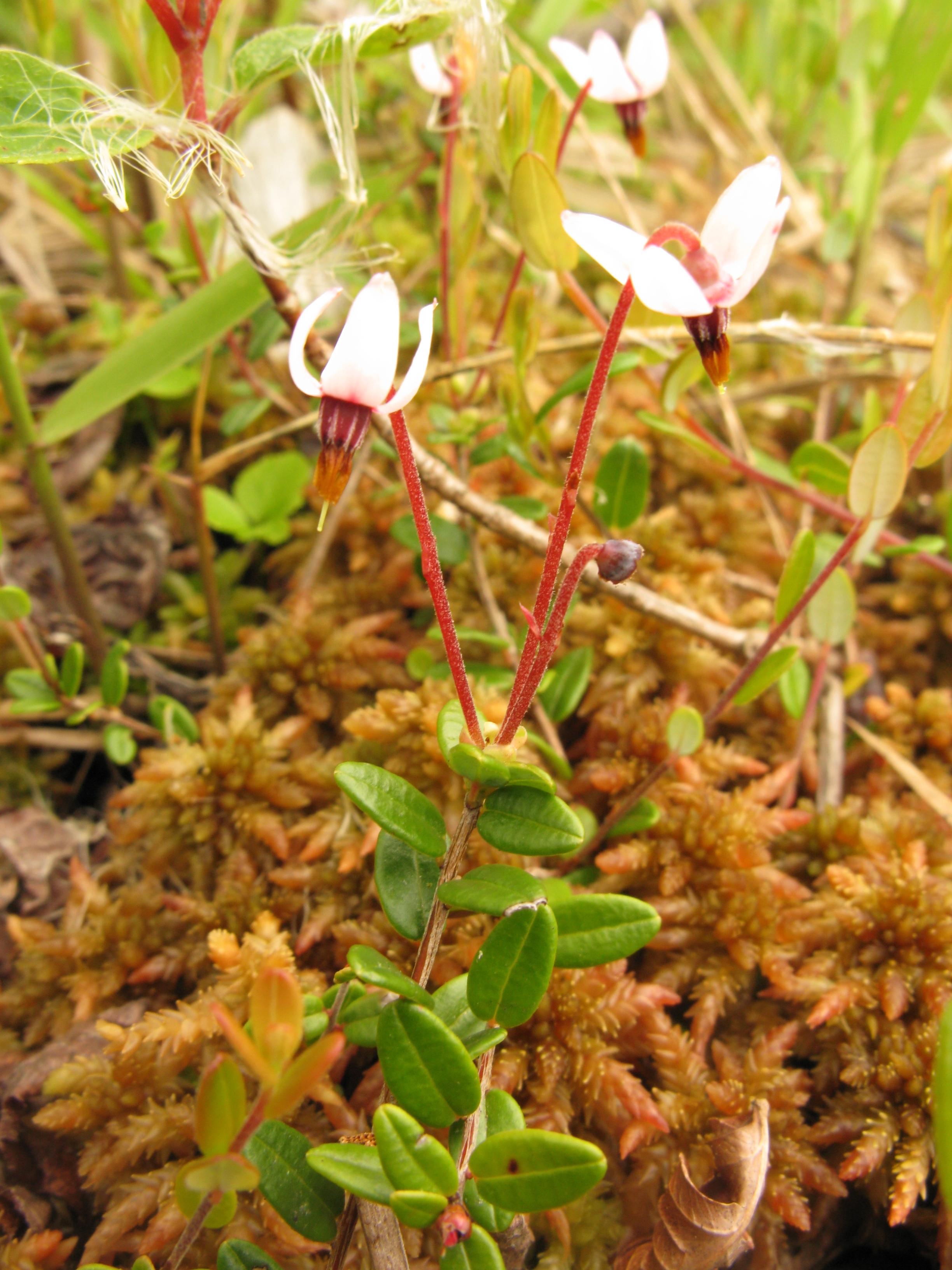
Gewöhnliche Moosbeere
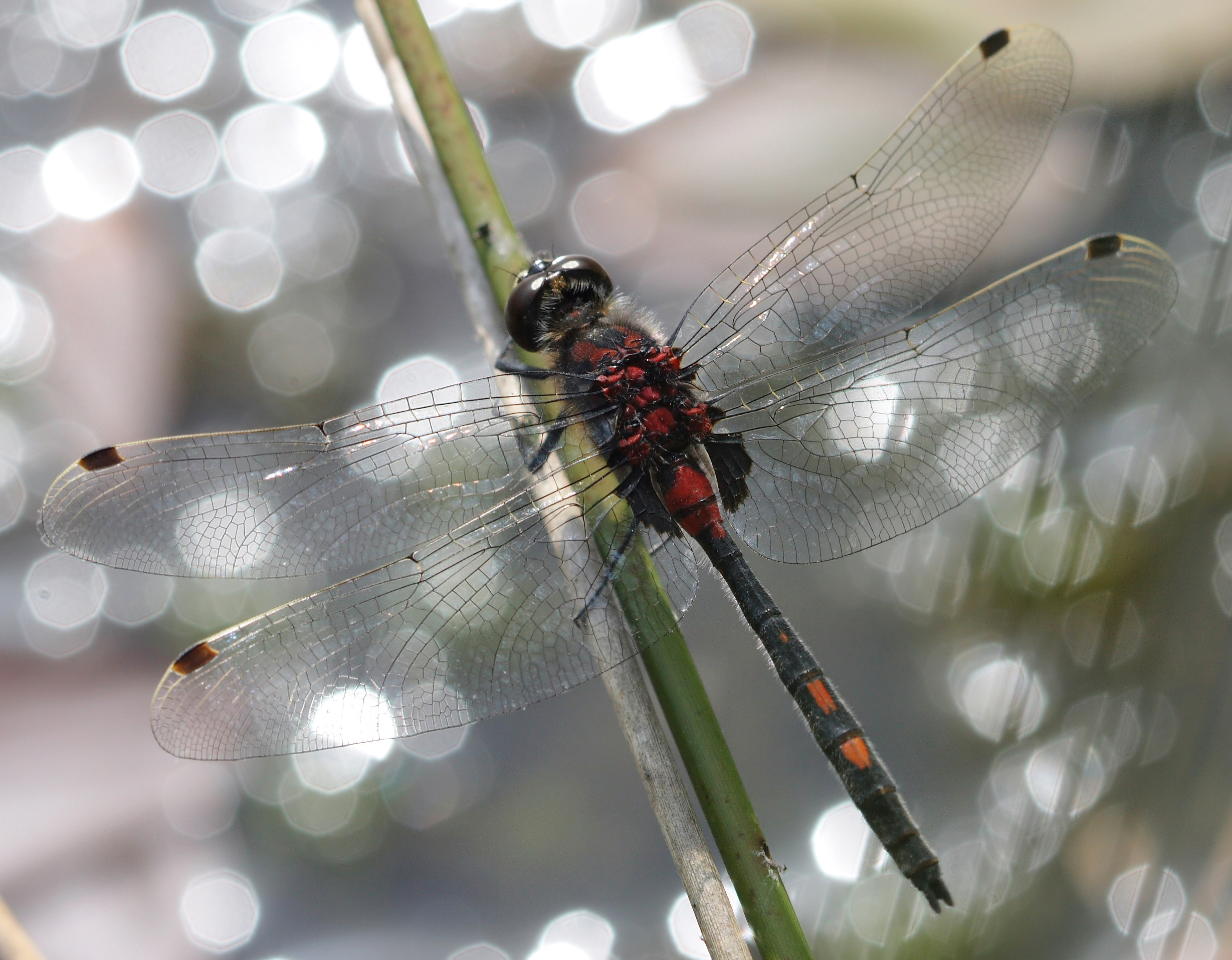
Kleine Moosjungfer
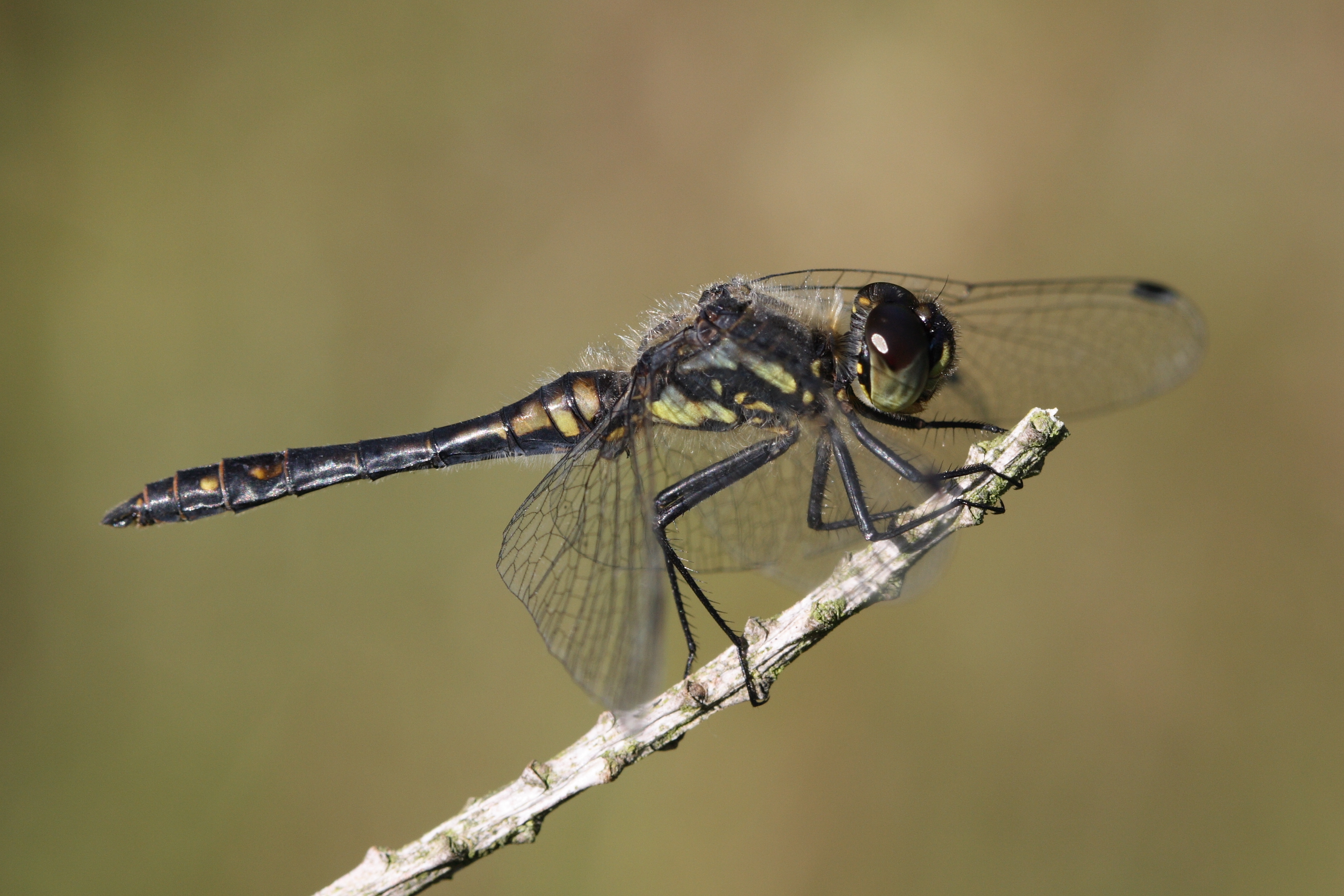
Schwarze Heidelibelle
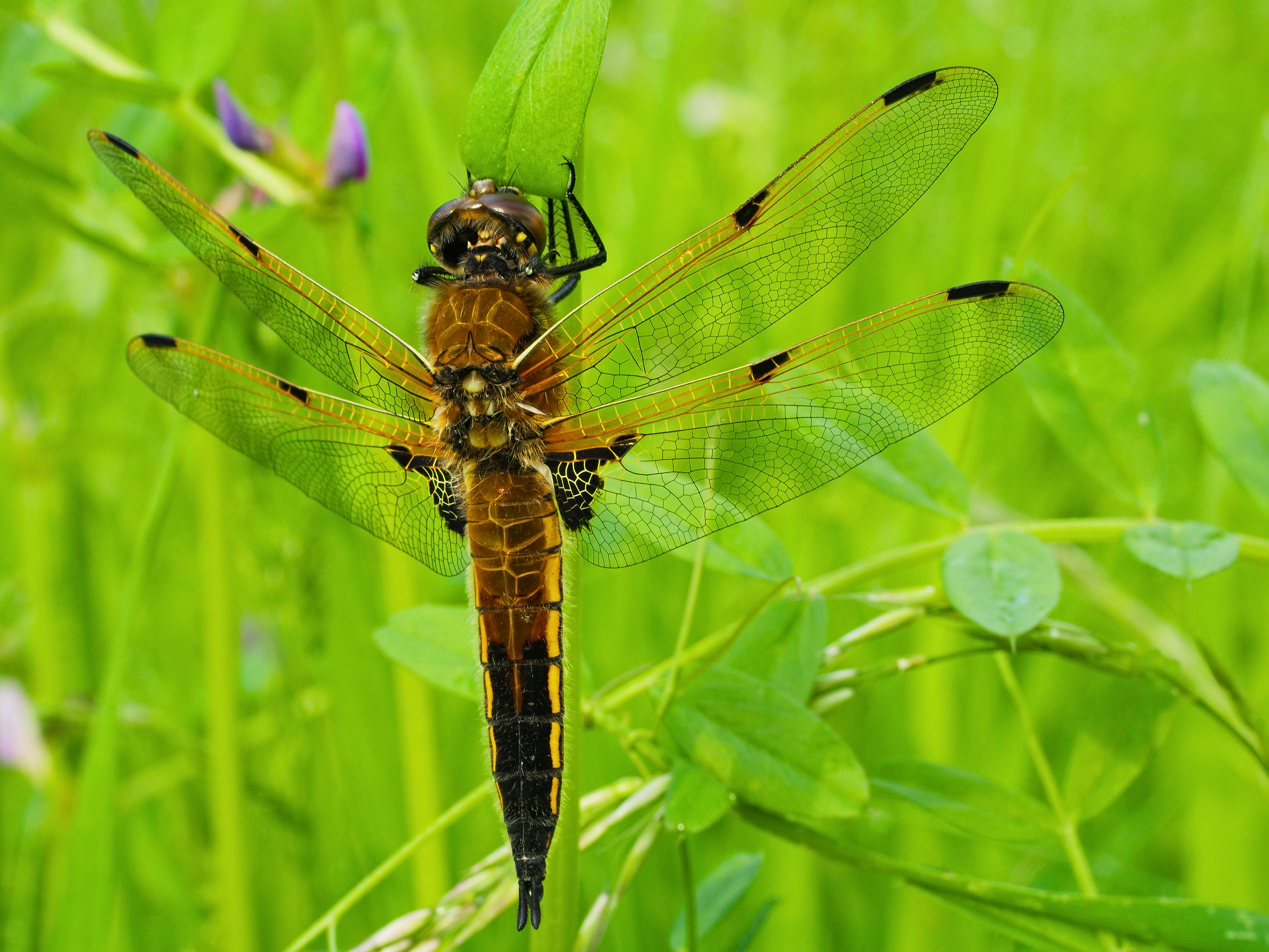
Vierfleck